# 繪島
繪島（1681年—1741年5月24日，即生於天和元年，卒於寬保元年4月10日），被判流放後改稱江島，德川幕府第7代將軍德川家繼時的大奧御年寄，繪島生島事件的中心人物。
繪島於三河國出生，成長於江戶。因母親在其父（甲府藩士疋田彥四郎）死後再婚，她成為白井平右衛門久俊的養女。她先出仕尾張德川家，其後進入德川綱豐（後來的6代將軍家宣）的櫻田御殿，擔任其側室於喜世之方（後來的月光院）的近身侍女。德川家宣就任將軍後，繪島隨於喜世之方進入大奧。
德川家宣去世後，由月光院所生的德川家繼就任第7代將軍。繪島因為深得月光院信任，在大奧中擔任御年寄的高職。然而在1714年2月26日（正德4年1月12日）發生「繪島生島事件」，繪島最後被判流放高遠藩長野縣。雖然8代將軍德川吉宗後來宣佈赦免眾多因此事定罪的人，不過繪島卻始終沒有獲赦，在流放地終老。
她在1741年去世，享年61歲。墓所位於蓮華寺 (伊那市)，法名信敬院妙立日如大姐。
現在於長野縣高遠町歷史博物館旁仍有「繪島圍宅地」歷史遺跡，相傳是繪島被流放時的居所。